# Lavpanspindel
Lavpanspindel (Hahnia ononidum) är en spindelart som beskrevs av Simon 1875. Lavpanspindel ingår i släktet Hahnia och familjen panflöjtsspindlar. Arten är reproducerande i Sverige. Inga underarter finns listade i Catalogue of Life.